# Pelagodes
Pelagodes là một chi bướm đêm thuộc họ Geometridae.